# Xorides rileyi
Xorides rileyi là một loài tò vò trong họ Ichneumonidae.